# 黑尾宅泥魚
黑尾宅泥魚，又稱黑尾圓雀鯛，俗名為厚殼仔、四間雀、四间魔，為輻鰭魚綱鱸形目隆頭魚亞目雀鯛科的其中一種。

## 分布
本魚分布於西太平洋，包括日本、中國、越南、印尼、澳洲、菲律賓、帛琉、馬里亞納群島、馬紹爾群島、密克羅尼西亞、所羅門群島、萬那杜、東加等海域。

## 深度
水深1至68公尺。

## 特徵
本魚體呈圓形而側扁，吻短而鈍圓。口中型；兩頜齒小而呈圓錐狀，靠外緣之齒列漸大且齒端背側有不規則之絨毛帶。體色以白色為底，身上有3條寬橫帶，但其第一橫帶起於頭頂而不是背鰭起點之前，第二條則起自背鰭前端。另其尾鰭略凹，但不呈叉形，上有條黑色寬橫帶。體色黑白分明。背鰭硬棘12枚、背鰭軟條12至13枚、臀鰭硬棘2枚、臀鰭軟條12至13枚。腹鰭黑色；胸鰭透明。管狀的側線鱗片16至17枚。眶前骨、眶下骨與前鰓蓋骨的邊緣呈細鋸齒狀。體長可達9公分。

## 生態
本魚棲息在枝狀珊瑚附近，成群活動，具有領域性及攻擊性，屬雜食性，以動物性浮游生物及藻類為食。

## 經濟利用
為觀賞魚。很少人食用。

## 水族飼養
鱼群可达二十五条左右，不過，也發現有些會乐意单独在避风湾形的礁石处定居；成鱼后，十分具侵略性,和领域意识。